# Stephanie Laurens
Stephanie Laurens (ur. 1953 na Sri Lance) – australijska pisarka.

## Życie prywatne
Gdy Stephanie Laurens miała pięć lat, jej rodzina przeniosła się do Melbourne w Australii, gdzie się wychowywała. Stephanie Laurens ma męża i dwie córki - Stephanie i Lauren oraz dwa koty - Shakespeare i Marlowe.

## Kariera zawodowa
Stephanie Laurens zdobyła doktorat z biochemii w Australii. Zajmowała się badaniami nad rakiem i posiadała własne laboratorium badawcze.

## Twórczość

### CyklBarnaby Adair
- Za głosem serca
- Utalentowany Pan Monague
- Kochając Rose

### CyklCynster Sisters Duo
- Gdy miłość zaskoczy
- Poskromienie markiza

### CyklCynsterowie
- Obietnica w pocałunku
- Narzeczona Diabła
- Przysięga
- Czarownica z doliny
- Oświadczyny Demona
- Sekretna miłość
- Wszystko o miłości
- Wszystko o namiętności
- Dzikie noce
- Gdy nadchodzi świt
- Kochanek doskonały
- Idealna narzeczona
- Prawda o miłości
- Cena miłości
- Smak niewinności
- Kuszenie i uległość
- Dobrana Para

### CyklCynsters - następna generacja
- Zimowa opowieść
- Uwodzicielka

### CyklCzarna Kobra
- Niepokorna narzeczona
- Nieuchwytna narzeczona
- Zuchwała narzeczona
- Nierozważna narzeczona

### CyklKlub Niezdobytych
- Kochanica przemytnika
- Wybranka
- Męski honor
- Pani jego serca
- Czysta namiętność
- Aż do szaleństwa
- W pułapce pożądania
- Na skraju pożądania
- We władzy miłości

### CyklRegencja
- Sztuka uwodzenia

### CyklRodzina Lesterów
- Sposób na małżeństwo
- Panna na wydaniu
- Jak usidlić kawalera?
- Zaręczyny w świetle księżyca

### CyklSiostry Cynster
- Na ratunek damie
- W pogoni za Elizą
- Porywacz i dama

## Źródła
- http://lubimyczytac.pl/autor/17305/stephanie-laurens
- http://www.romansoholiczki.pl/viewtopic.php?f=132&t=317&sid=c56bead372d3c945a15e5b1cd9efdc21
- http://www.biblionetka.pl/author.aspx?id=7859